# Bielica (gromada)
Bielica – dawna gromada, czyli najmniejsza jednostka podziału terytorialnego Polskiej Rzeczypospolitej Ludowej w latach 1954–1972.
Gromady, z gromadzkimi radami narodowymi (GRN) jako organami władzy najniższego stopnia na wsi, funkcjonowały od reformy reorganizującej administrację wiejską przeprowadzonej jesienią 1954 do momentu ich zniesienia z dniem 1 stycznia 1973, tym samym wypierając organizację gminną w latach 1954–1972.
Gromadę Bielica z siedzibą GRN w Bielicy utworzono – jako jedną z 8759 gromad na obszarze Polski – w powiecie pasłęckim w woj. olsztyńskim na mocy uchwały nr 23 WRN w Olsztynie z dnia 4 października 1954. W skład jednostki weszły obszary dotychczasowych gromad Bielica, Nowy Cieszyn, Plajny, Sałkowice i Stary Cieszyn ze zniesionej gminy Rogajny, obszar dotychczasowej gromady Miłosna ze zniesionej gminy Wilczęta, a także miejscowości Kopina i Warnikajmy z dotychczasowej gromady Anglity oraz miejscowości Karwity i Stojpy z dotychczasowej gromady Łukszty ze zniesionej gminy Marianka, w tymże powiecie. Dla gromady ustalono 10 członków gromadzkiej rady narodowej.
1 stycznia 1960 do gromady Bielica włączono wieś Burdajny ze zniesionej gromady Osiek w tymże powiecie.
Gromadę zniesiono 31 grudnia 1961, a jej obszar włączono do gromad Godkowo (wsie Bielica, Burdajny, Plajny, Miłosna i Karwity, osady Cieszyniec i Stojpy oraz PGR Warnikajmy) i Rogajny (wsie Sałkowice, Nowy Cieszyn i Stary Cieszyn) w tymże powiecie.